# Сичовка (Смоленський район)
Сичо́вка (рос. Сычёвка) — село у складі Смоленського району Алтайського краю, Росія. Адміністративний центр Сичовської сільської ради.

## Населення
Населення — 2084 особи (2010; 2227 у 2002).
Національний склад (станом на 2002 рік):
- росіяни — 97 %